# Jodie Rivera
Jodie Riveranasceu em 3 de abril de 1983) é uma atriz, cantora, diretora, escritora e produtora de comédia estadunidense, conhecida pela sua série de fantasia original As Crônicas da Princesa. Todos os seus vídeos são totalmente criados por ela mesma. Ela escreve, atua, edita, e faz dentro de sua casa em Massachusetts. Ela também interpreta todos os personagens, disfarçando-se em trajes elaborados.
O # 1 a maioria do sexo feminino inscritos de todos os tempos no YouTube, a nível mundial.

## Biografia
Ela dirigiu, escreveu, editou e produziu: The Princess Chronicles em 2006 e atuou como figurante em Hocus Pocus no ano de 1993.Em uma entrevista de rádio, foi confundida com Amanda Shepherd, a garota que realmente fez o papel de Emily Binx. Atualmente faz paródias de músicas de cantores famosos fazendo videos para a rede do youtube no canal de Venetian Princess além disso fez 10 participações em séries de TV. Ela estudou ópera como soprano coloraturano New England Conservatory of Music, em Boston,Massachussets.
Ela também já atuou profissionalmente em muitas outras produções estadunidenses, como por exemplo na peça O Fantasma da Ópera, fazendo o papel de Christine Daaé
Sua biografia oficial também lista sua carreira como modelo, incluindo seu mais recente prêmio, o título de Miss Massachussets State Quenn.

### Videos
Jordie tornou-se famosa pela sua série The Princess Chronicles, também conhecida como The Disclosed Series. A série é conhecida por sua edição elaborada e efeitos visuais. Os episódios de 1 a 8, focam em mostrar como é a vida de Venetian Princess no Venetian Palace, e a partir do episódio nove,temos uma nova abordagem, mostrando suas aventuras ao redor do mundo. Em todos os episódios temos novos personagens,e são todos interpretados por ela mesmo, sendo distinguidos por seu figurino e maquiagem muito bem elaborados.
Ela grava seus videos na própria sala de estar, usando como fundo uma tela verde. Para editar seus videos ela usa o Final Cut Pro, utilizando a técnica do Chroma Key para acrescentar e modificar cenários. Ela cita como seus diretores favoritos Tim Burton e Terry Gilliam.
Seu canal no Youtube consiste em apresentar videos de comédia, clipes musicais e uma série sobre assassinatos, chamada Cirque de Mystère, que se passa na década de 40.

## albuns de estudio
- Jodie Rivera(2008)

canções do álbum:
1-Somewhere else (single)
2-Silent Night(canção natalina) (single)
3-Express
4-Under Yourself
5-Somewhere Else (Remix)
6-You Belong with Me  (cover de Taylor Swift)
7-History
8-Twilight - New Moon Parody (single)
9-I Have Nothing(cover de Whitney Houston) 
10-Silent Night(Acapella)
11-Christmas Tree  (Acapella) 

## Paródias
- Venetian Princess(2011)